# Grupul statuar „Căruța cu paiațe” din București

"Căruța cu paiațe"

Statuia lui Ion Luca Caragiale, privind spre grupul statuar "Căruța cu paiațe"

Grupul statuar "Căruța cu paiațe" denumit și Caragealiana (iar nu "Caragialiana", cum s-ar fi cuvenit, după părerea lui Șerban Cioculescu, care și-a intitulat astfel studiul din 1974), este instalat în fața Teatrului Național „Ion Luca Caragiale” din București și constă dintr-un ansamblu de 16 sculpturi realizate de artistul Ioan Bolborea, reprezentând personaje cunoscute ale operelor lui Ion Luca Caragiale. Ansamblul ajunge la o înălțime de șapte metri și cântărește, în total, peste 25 tone. Toate personajele sunt făcute din bronz patinat și ajung și la peste patru metri înălțime, cântărind aproximativ o tonă fiecare.
Lateral, șezând pe un scaun și fumând tacticos, însuși Caragiale își admiră personajele, detașat și puțin zeflemist.
Siluetele stilizate îi reprezintă pe Farfuridi, Brânzovenescu, Cetățeanul Turmentat, Goe, Zoe, Mam’mare, Chiriac, Mița, Veta, Zița, Rică Venturiano, Mamița, Trahanache, Cațavencu și Pristanda. Figurile personajelor amintesc de chipul marilor actori care i-au interpretat de-a lungul timpului: Lucia Sturdza Bulandra, Alexandru Giugaru, Constantin Tănase, Dem Rădulescu, Grigore Vasiliu Birlic, Ion Chelaru, Radu Beligan, Mircea Diaconu etc.

## Amplasare
Inițial s-a intenționat amplasarea monumentului în "parcul Colțea", între Palatul Ministerului Agriculturii și Spitalul Colțea, dar, în final, acolo a fost montată Fântâna Vioara Spartă.
Deoarece în noua locație, grupul statuar stă chiar pe planșeul parcării subterane ale Hotelului Intercontinental, lucrările de montare au fost întârziate până la stabilirea modului de protejare a hidroizolației, pentru a se evita posibilele infiltrații de apă în parcare.

## Inaugurarea
După rezolvarea litigiului, grupul statuar a putut fi instalat, fiind inaugurat duminică 19 decembrie 2010, în prezența primarului general Sorin Oprescu și a primarului Ankarei, Melih Gokcek. La eveniment au participat, pe lângă alte personalități, epigramistul Ștefan Cazimir, actorul Mircea Diaconu, fostul director al Teatrului Național Dinu Săraru și academicianul Răzvan Theodorescu, cel care a propus numele de Caragialiana pentru monument.
Grupul statuar, la care s-a muncit aproximativ patru ani, a costat un milion de euro, bani care au fost plătiți de Primăria Capitalei și de Ministerul Culturii.
În 2016, la 6 ani de la inaugurarea grupului statuar "Caragealiana", de 7 metri înălțime și cântărind peste 25 de tone, Primăria i-a alocat aceluiași sculptor 458.000 lei pentru "remodelarea artistică a platformei suport și recondiționarea ansamblului statuar".

## Varia
- Căruta cu paiațe este și subtitlul piesei în trei acte Matei Millo, de Mircea Ștefănescu, care a avut premiera în București, în 1953.[13][14]
- Căruta cu paiațe este titlul unui spectacol cu marionete, regizat de Liviu Steciuc, prezentat de Teatrul Arlechino din Brașov.[15]